# Daïra de Mechraa Safa
La daïra de Mechraa Safa est une circonscription administrative de la wilaya de Tiaret. Son chef-lieu est la commune éponyme de Mechraa Safa.

## Communes
- Mechraa Safa (chef-lieu)
- Djillali Ben Amar
- Tagdempt